# Жумагул
Жумагу́л (каз. Жұмағұл) — село у складі Карасуського району Костанайської області Казахстану. Входить до складу Карасуського сільського округу.
Населення — 78 осіб (2021; 129 у 2009, 190 у 1999, 277 у 1989).